# Reinosa
Reinosa é um município da Espanha na comarca de Campoo-Los Valles, província e comunidade autónoma da Cantábria. Tem 4,1 km² de área e em 2021 tinha 8 810 habitantes (densidade: 2 148,8 hab./km²).

## Demografia
| Variação demográfica do município entre 1991 e 2004 [carece de fontes?] | Variação demográfica do município entre 1991 e 2004 [carece de fontes?] | Variação demográfica do município entre 1991 e 2004 [carece de fontes?] | Variação demográfica do município entre 1991 e 2004 [carece de fontes?] |
| ----------------------------------------------------------------------- | ----------------------------------------------------------------------- | ----------------------------------------------------------------------- | ----------------------------------------------------------------------- |
| 1991                                                                    | 1996                                                                    | 2001                                                                    | 2004                                                                    |
| 12593                                                                   | 11786                                                                   | 10694                                                                   | 10577                                                                   |